# 6231 Hundertwasser
6231 Hundertwasser (1985 FH) là một tiểu hành tinh vành đai chính được phát hiện ngày 20 tháng 3 năm 1985 bởi A. Mrkos ở Klet.